# Borove anorganske spojine
Bor je metaloid, ki tvori nekaj anorganskih spojin, naštetih na spodnjem seznamu.

## Seznam
- Amonijev tetrafluoboran-NH4BF4,
- Boraks-H3BO3,
- Borax-Na2B4O7·10H2O,
- Borazin-B3N3H6,
- Borobenzen-C5H5B,
- Borov karbid-B4C,
- Borov nitrid-BN,
- Borov oksid-B2O3,
- Borov suboksid-B6O,
- Borov tetrahidrofuranov kompleks-BH3.THF,
- Borov tribromid-BBr3,
- Borov trifluorid-BF3,
- Borov triklorid-BCl3,
- Dekaboran-B10H14,
- Diboran-B2H6,
- Karboran-H2C2B10H10,
- Lantanov borid-LaB6,
- Litijev borat-Li2B4O7,
- Litijev borohidrid-LiBH4,
- Litijev trietilni borohidrid-LiBH(C2H5)3,
- Litijev trisekundni butilborohidrid-Li(sec-C4H9)3BH,
- Natrijev borohidrid-NaBH4,
- Natrijev cianoborohidrid-NaBH3CN,
- Natrijev tetrafenilborat-NaB(C6H5)4,
- Natrijev tetrafluoroborat-NaBF4,
- Natrijevo triacetoksijev borohidrid-NaBH(OCOCH3)3,
- Tetraboran-B4H10,
- Tetrafluoroborova kislina-HBF4,
- Titanov borid-TiB2,
- Trimetilov borat-B(OCH3)3,
- Trimetilov boroksin-(CH3BO)3,
- Volframov borid-WB,